# Église Notre-Dame-des-Pins d'Espondeilhan
L'église Notre-Dame-des-Pins d'Espondeilhan est une église romane fortifiée située à Espondeilhan dans le département français de l'Hérault en région Occitanie.

## Localisation
L'église se dresse au milieu d'un bouquet de pins maritimes, à 500 m au sud du village d'Espondeilhan, le long de la route départementale D 15 en direction de Lieuran-lès-Béziers. On y accède par la rue Notre-Dame-des-Pins.

## Historique
Espondeilhan est mentionnée sous le nom d'Espondeilla en 1170, de Spondelianum en 1190 et de Spondeilanum en 1210.
L'église Notre-Dame-des-Pins est érigée au XIIe siècle à l'emplacement de la villa romaine « Ad pinis » qui lui a donné son nom Sancta Maria de Pinibus, à l'écart du bourg réputé insalubre à l'époque. Elle fait l'objet de deux campagnes de construction étalées sur une soixantaine d'années: la nef centrale est édifiée vers 1120 tandis que les deux bas-côtés et leurs absidioles font l'objet d'une seconde campagne,,,.
Au XIVe siècle, durant les troubles de la guerre de Cent Ans, l'église est fortifiée par édification d'un parapet défensif afin de servir de refuge à la population des alentours,,,,,.
En 1852, le clocher rectangulaire est rasé, la chambre de cloches est remplacée par un clocheton et la façade occidentale est percée d'un oculus,.
En 1971, une campagne inachevée de travaux détruit le clocheton,.
L'église, fermée en 2007 pour des raisons de sécurité, est rouverte depuis le mois de juin 2017.

## Protection et conservation
Après avoir fait l'objet d'un classement par liste de 1840 et d'un déclassement par arrêté du 8 mai 1885, l'église fait l'objet d'un classement au titre des monuments historiques depuis le premier juin 1907. La table d'autel fut classée en 1911,.
Une association, les Amis de Notre-Dame-des-Pins, a été créée pour œuvrer à la sauvegarde de l'église et à sa mise en valeur,.

## Architecture

### Architecture extérieure

#### Façade occidentale
À l'ouest, l'église présente une austère façade, plus large que haute. Cette façade, fort dégradée, est composée de zones de maçonneries disparates où dominent tantôt la pierre de taille et tantôt les moellons.
Elle est percée à mi-hauteur de deux fines baies cintrées murées et d'un oculus de facture classique percé en 1852, et dans sa partie haute de deux fenêtres en forme de meurtrière, l'une dans l'axe central et l'autre dans la partie gauche.
Trois grandes ancres de façade marquent le haut de la façade.

Façade occidentale
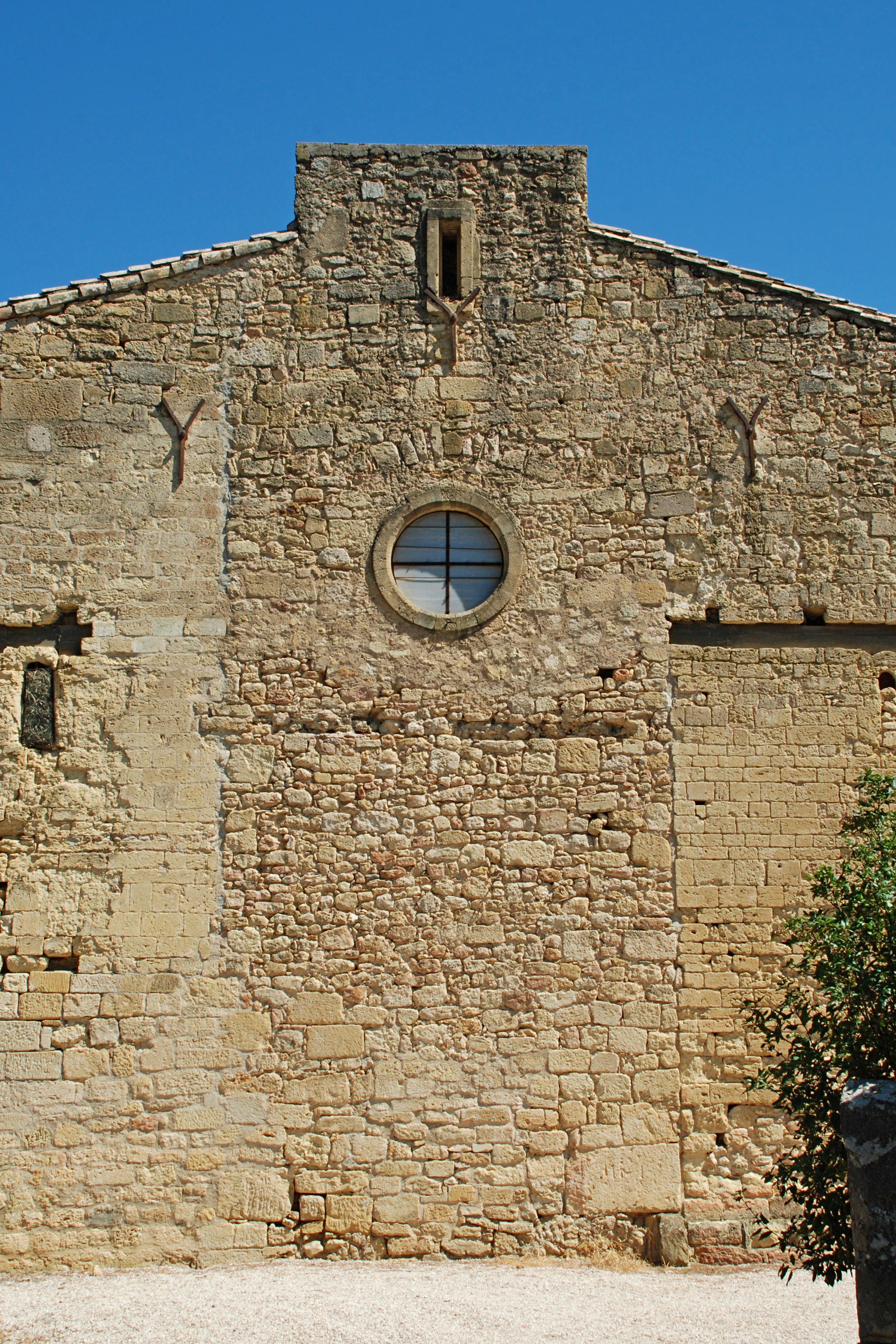
Partie centrale de la façade occidentale.
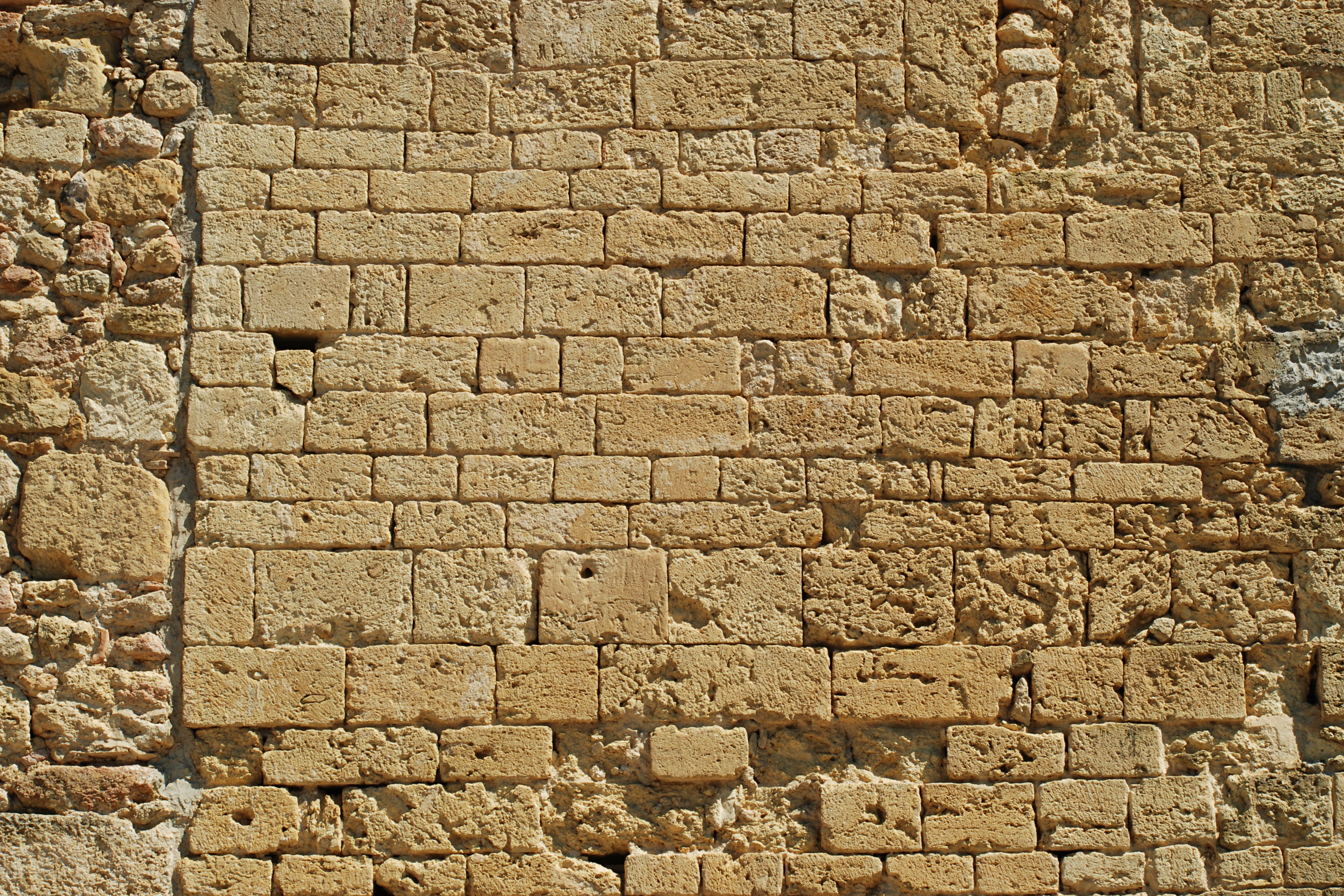
Pierres de taille de la partie droite de la façade occidentale.
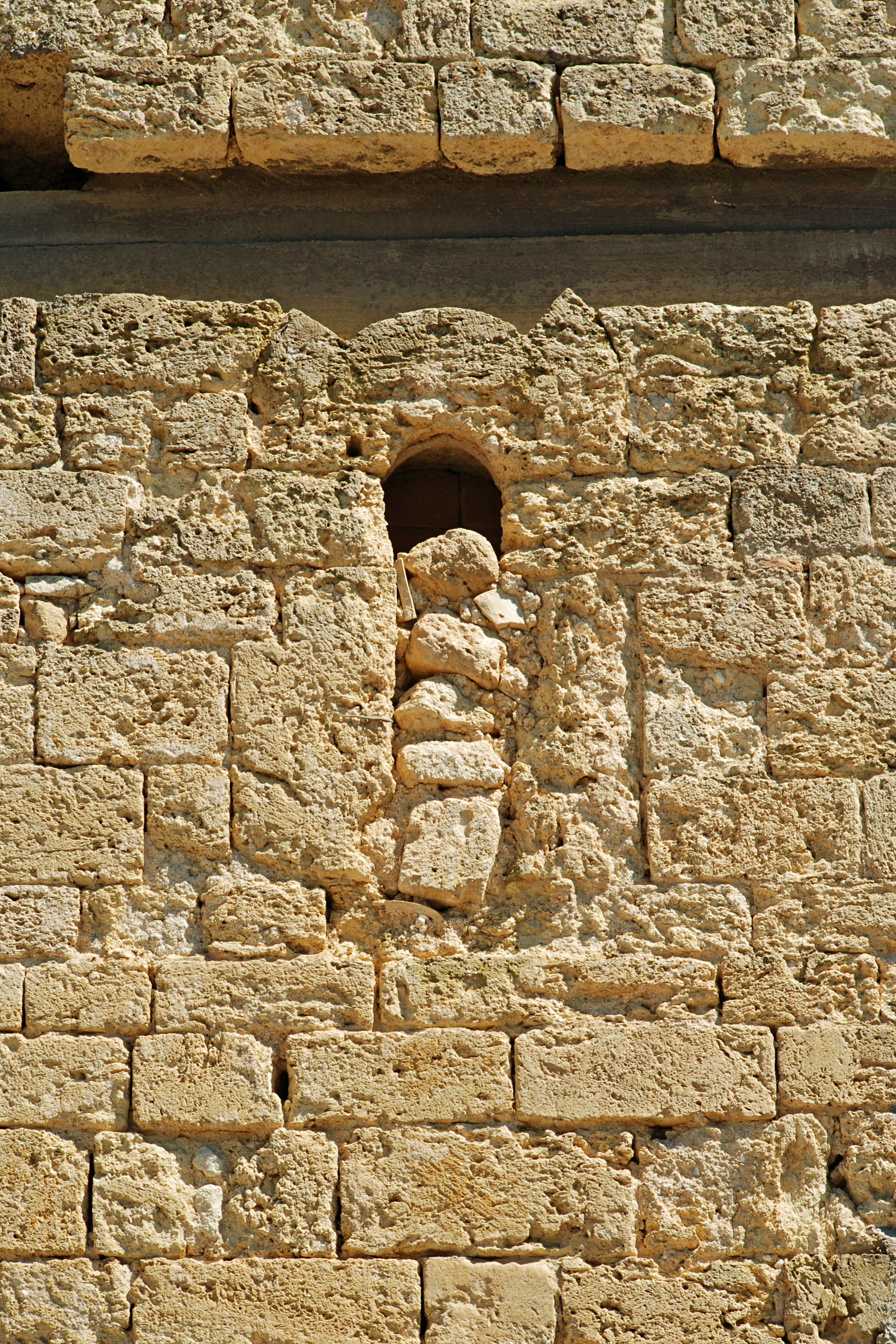
Baie cintrée.

#### Portail
L'église présente au sud un beau portail en plein cintre abrite sous un porche et édifié en pierre de taille de belle facture assemblée en grand appareil.
Ce portail est orné de piédroits moulurés supportant une archivolte aux nombreuses voussures.
Les piédroits et la voussure externe sont ornés de motifs sculptés en forme d'étoile.
L'arc cintré est flanqué de deux corbeaux sculptés.

Portail
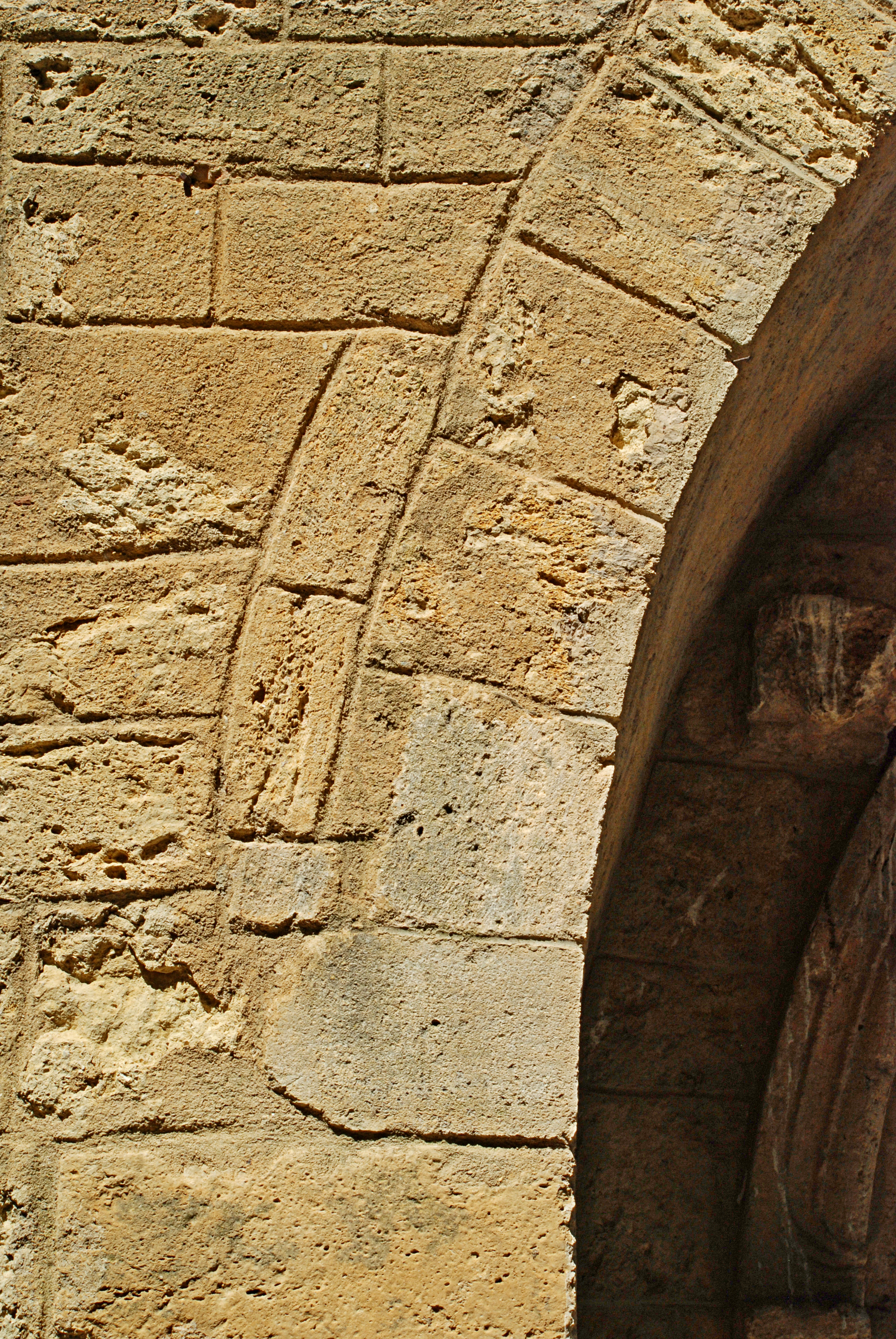
Extrados du portail.
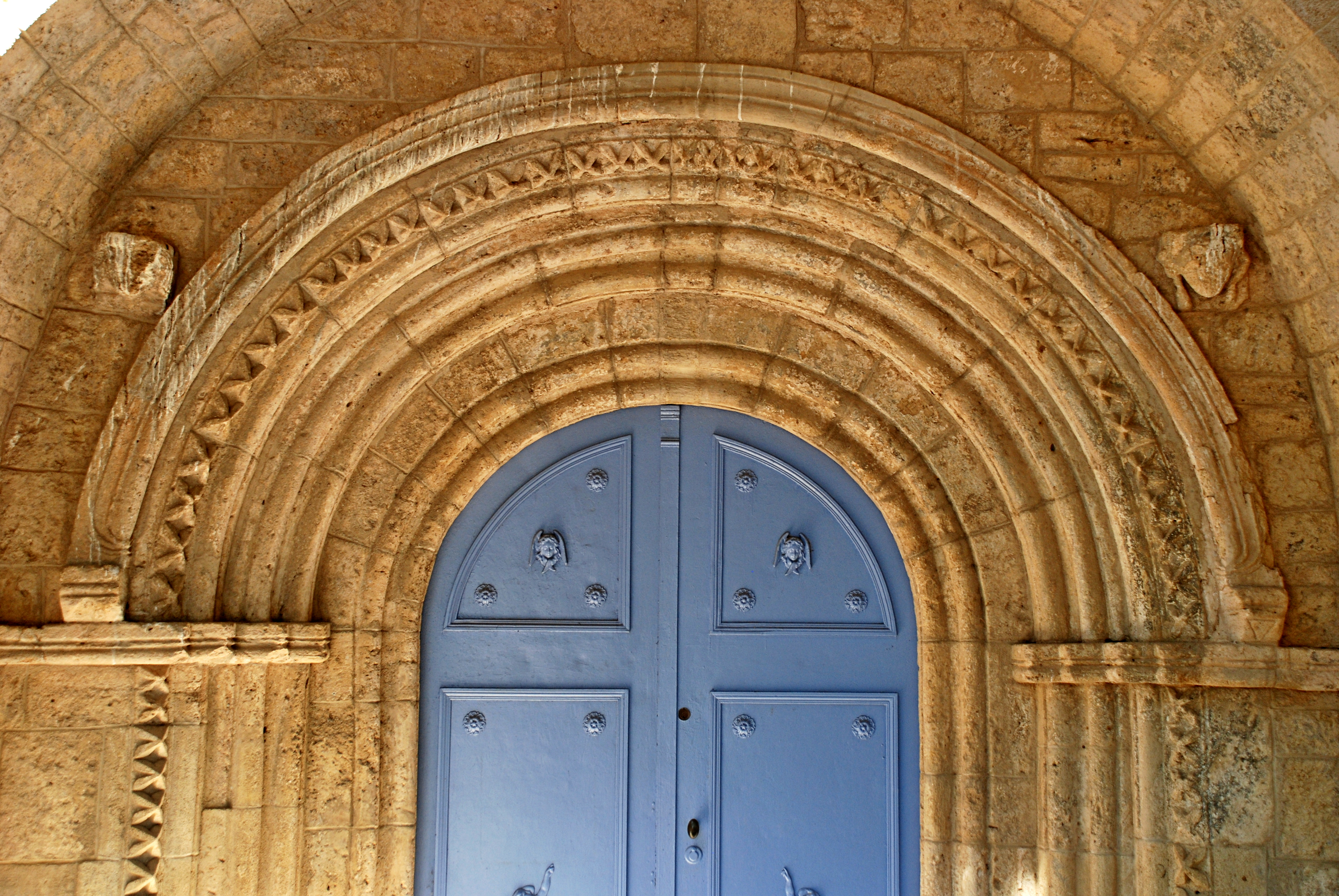
Archivolte.
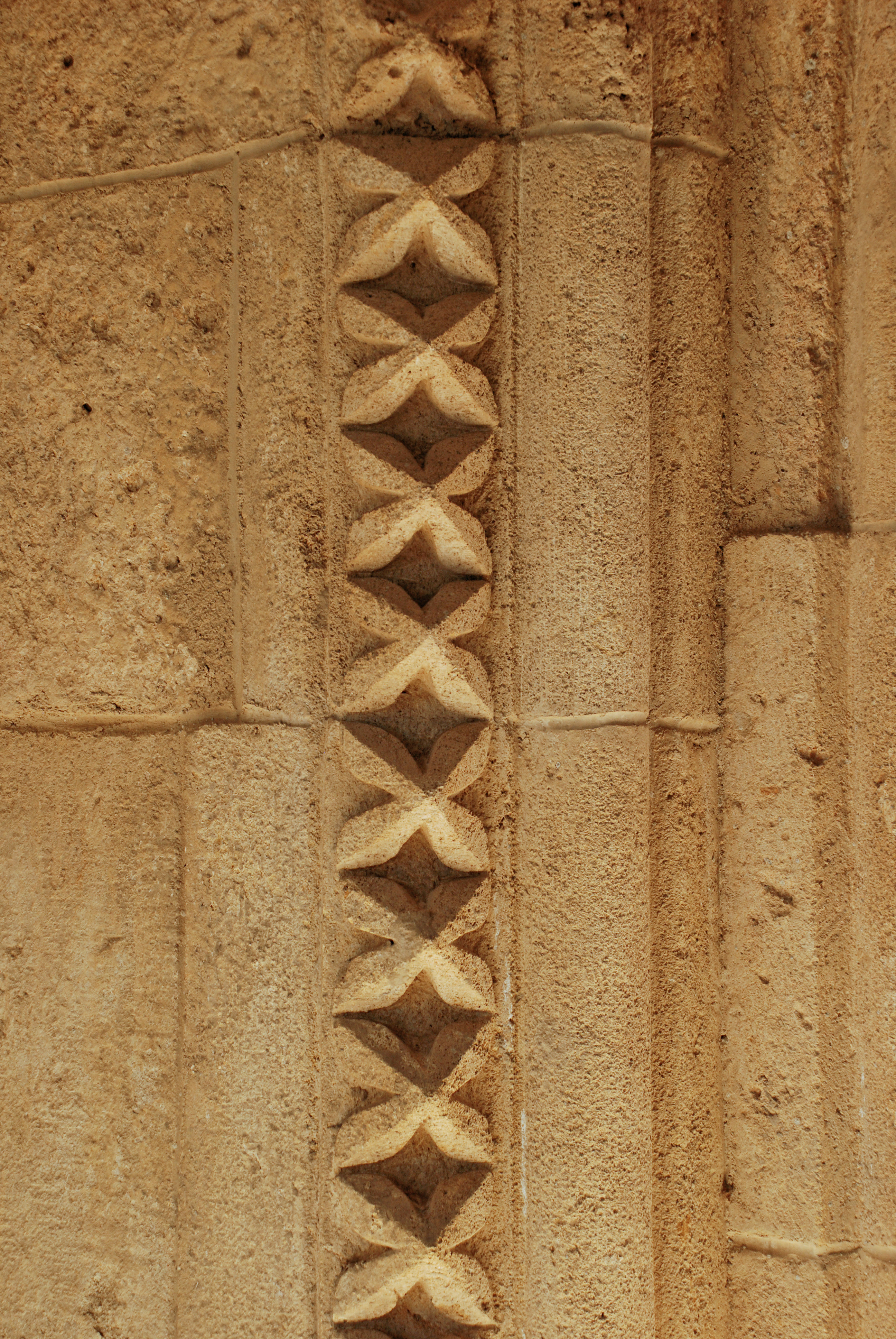
Étoiles ornant le piédroit.
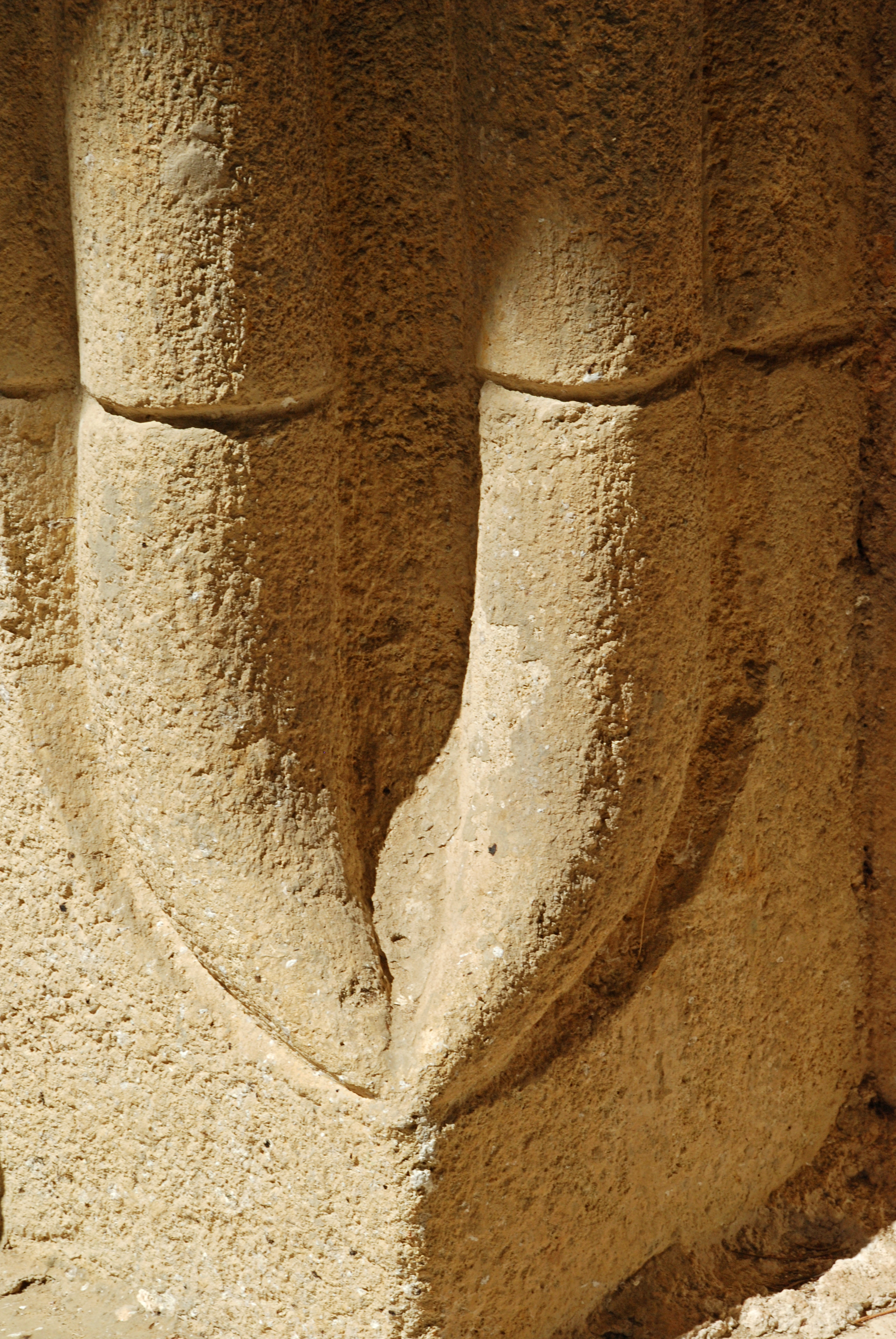
Base des moulures.

#### Chevet
À l'est, l'église présente un chevet composé d'une abside à pans et de deux absidioles semi-circulaires.
L'abside pentagonale, percée de trois baies cintrées au rez-de-chaussée, est surmontée d'un étage fortifié ajouté au XIVe siècle durant les troubles de la guerre de Cent Ans,.
Cet étage fortifié, séparé du niveau inférieur de l'abside par un cordon de pierre, est percé de meurtrières.

Chevet
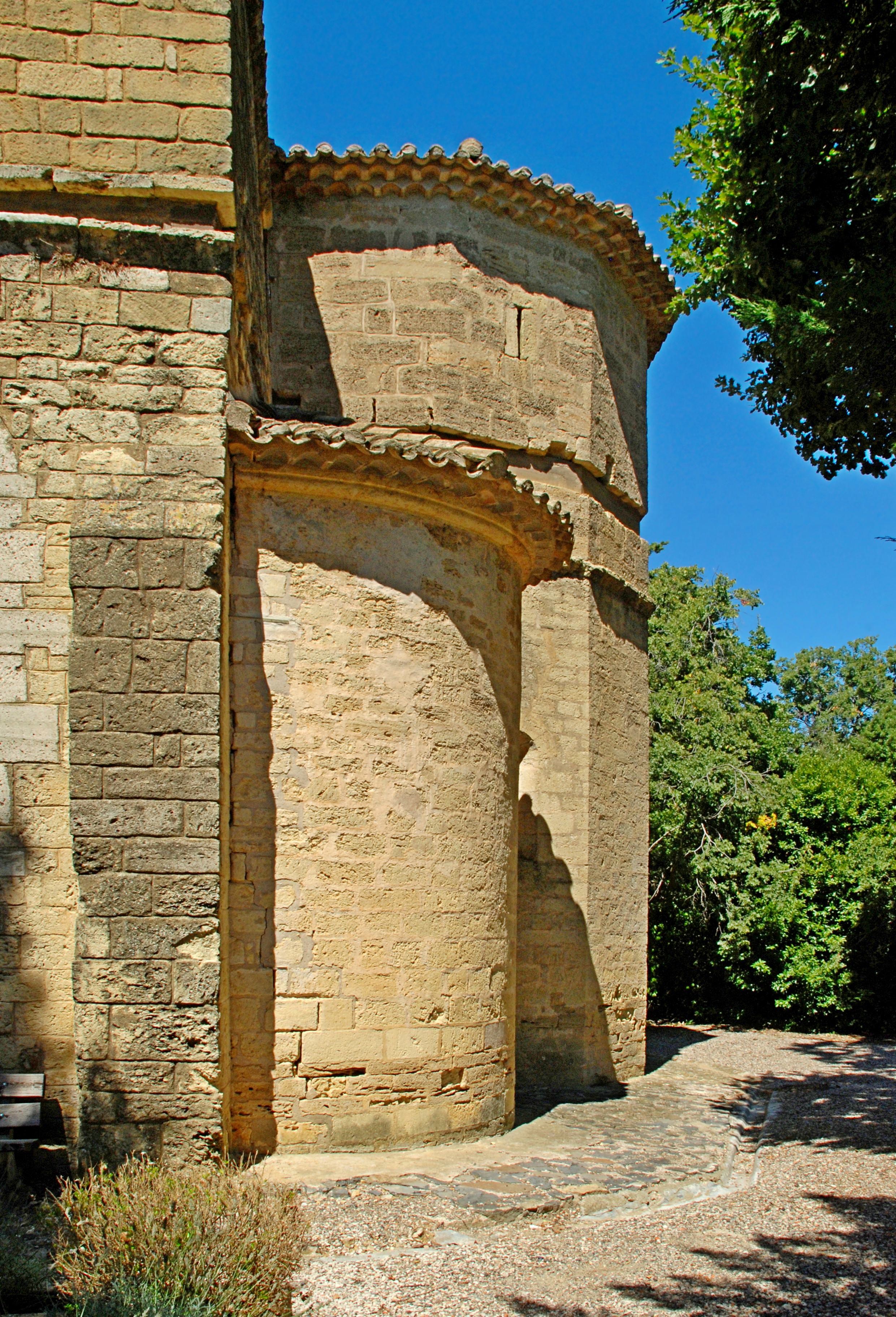
Le chevet.
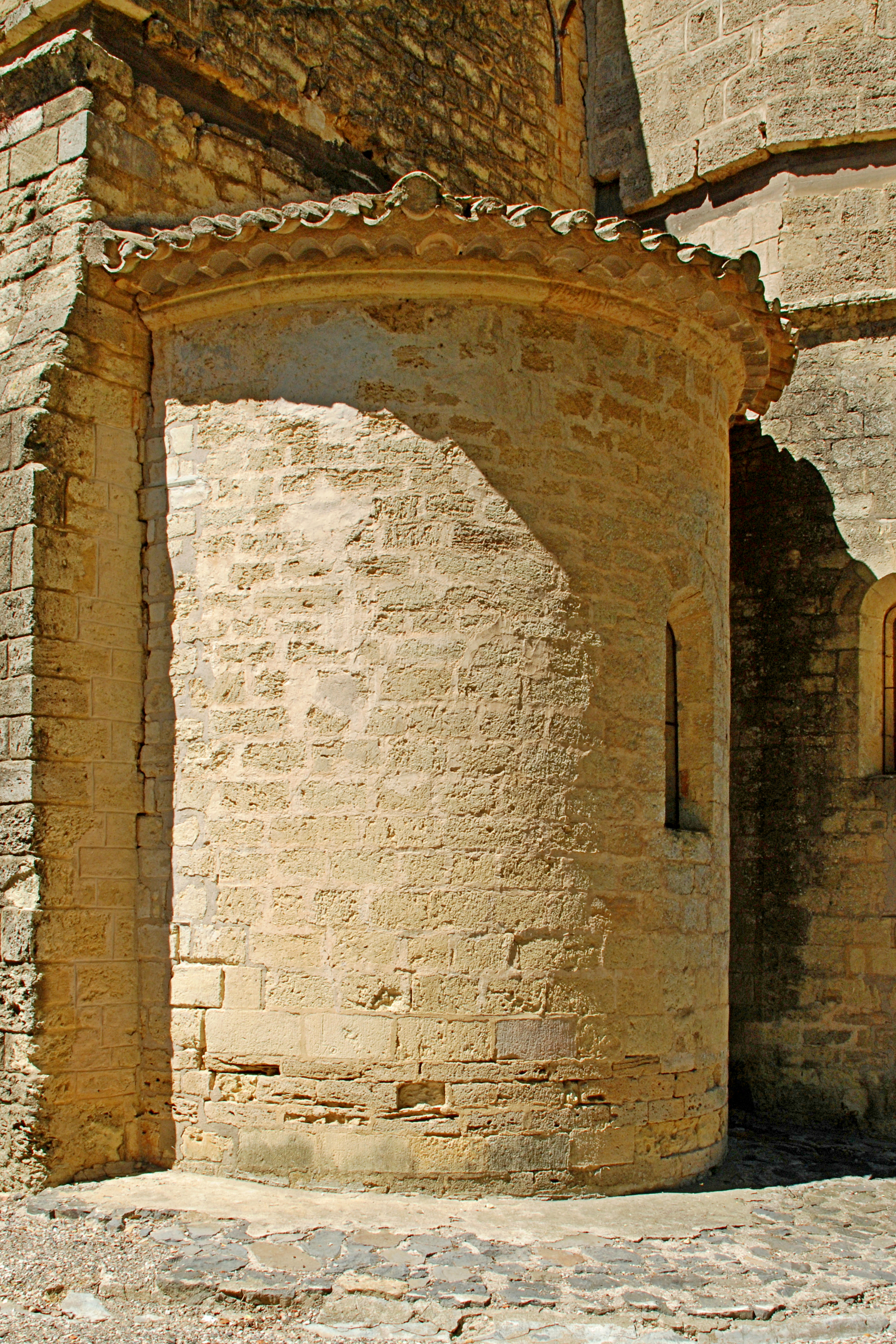
L'absidiole sud.
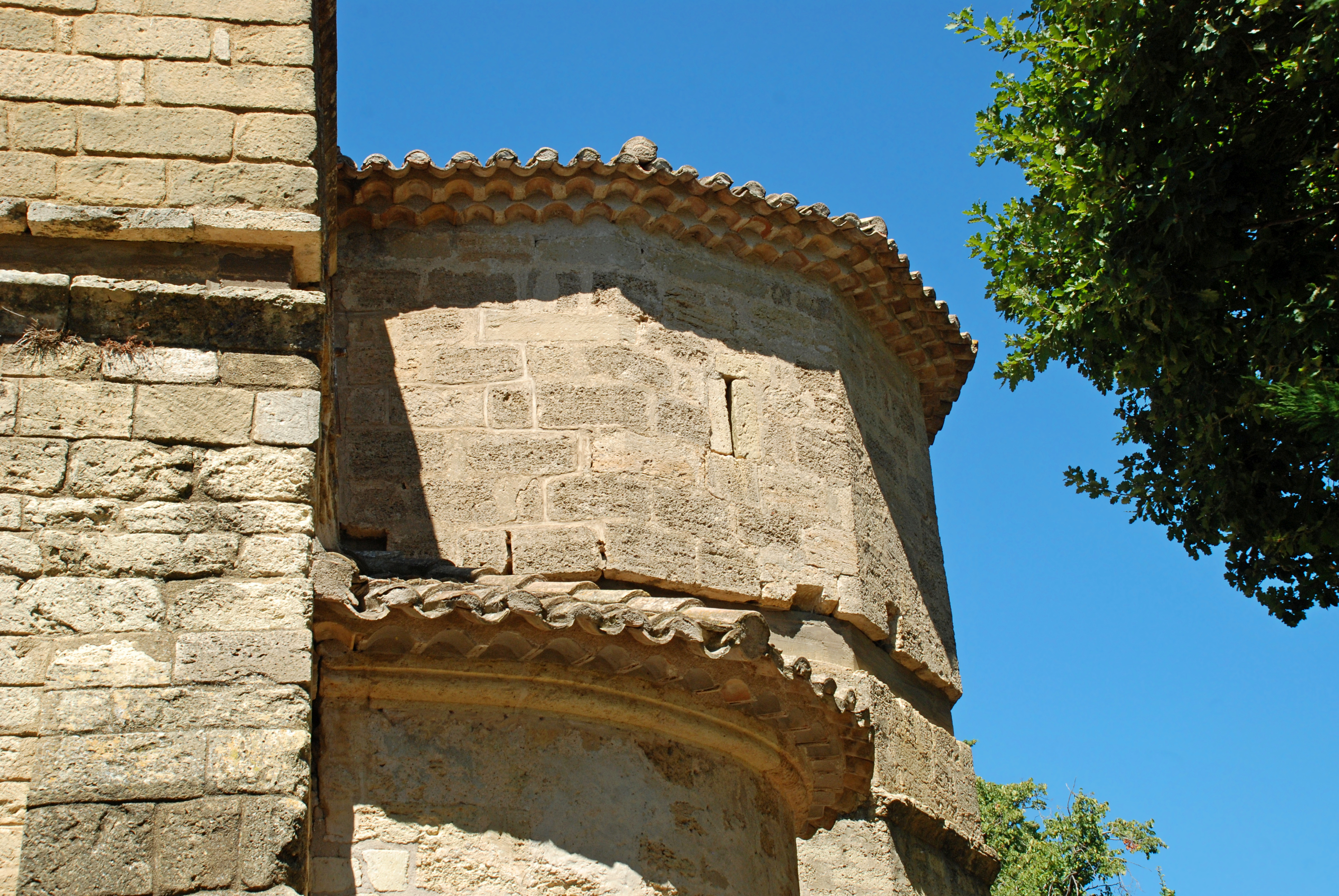
Fortification du XIVe siècle.

### Architecture intérieure
La nef centrale est couverte d'une voûte en berceau tandis que les nefs latérales possèdent une voûte en quart de cercle.

## Mobilier

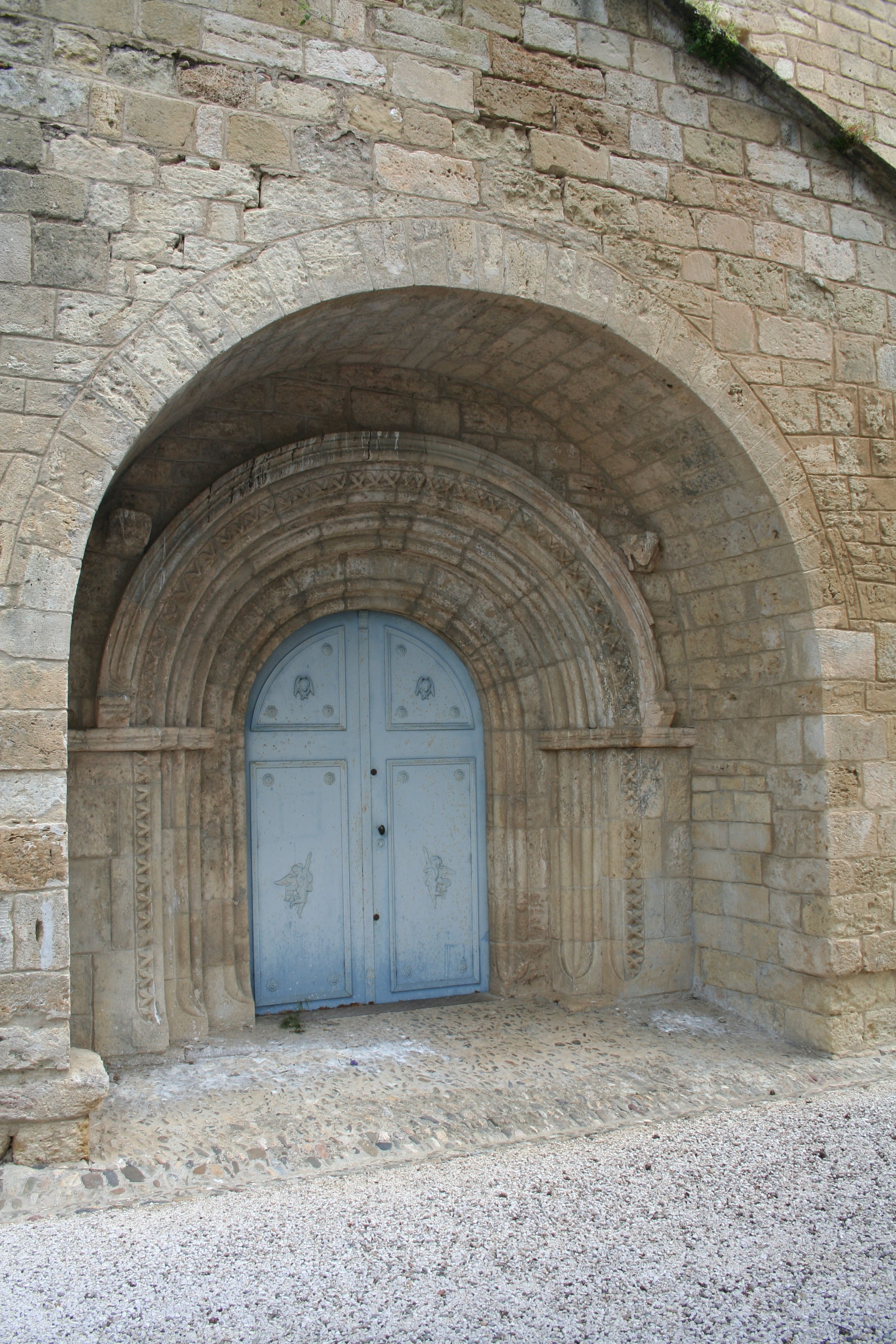
Le portail.

L'église abrite un mobilier intéressant, : 
- une table d'autel pré-romane ;
- une cuve baptismale creusée dans la margelle d'un puits gallo-romain ;
- une statue de la Vierge du XVIIIe siècle ;
- une cloche datée de 1665 ;
- un sarcophage wisigothique, à l'extérieur près du portail.